# Himmerlandsstien
Himmerlandsstien er en natursti i det vestlige Himmerland. Stien blev indviet i november 2006 og er anlagt på Himmerlandsbanernes strækning Viborg-Løgstør, der blev nedlagt i 1999.
Markante punkter på ruten er jernbanebroerne over Skals Å, Simested Å og Lerkenfeld Å. Stien går fra Vestermarksvej i Viborg gennem de gamle stationsbyer Løgstrup, Skals, Skringstrup, Møldrup, Hvam Stationsby, Aalestrup, Østrup, Aars, Hornum, Gatten, Vindblæs og Løgstør. Stien forlader kun banetracéet gennem centrum af Aars, hvor det gamle stationsterræn er blevet til butikstorv, så stien må følge vejnettet. Men de to delstrækninger Viborg-Aars (49 km) og Aars-Løgstør (26 km) er hver især blandt Danmarks længste ubrudte banestier.
I sensommeren 2005 gennemførte 17 udviklingshæmmede elever fra Limfjordsskolen i Løgstør en vandretur hele vejen fra Løgstør til remisen i Viborg og tog billeder inden sporet var fjernet og buskadserne ryddet.

## Faciliteter
Det meste af strækningen er belagt med stenmel, og korte strækninger er asfalteret, så stien er egnet til både vandring og cykling. Ridning er tilladt i rabatten, men knallertkørsel er forbudt i Vesthimmerlands kommunes del af stien.
Langs ruten er der opført overdækkede rastepladser med grill, vand og muligheder for primitiv overnatning. Der er campingplads ved Hjarbæk, Aalestrup, Hornum og Løgstør. Hvor stien passerer herregården Lille Restrup, er der et Spor i Landskabet med en handicap-fiskesti.

## Forlængelse til Viborg
Viborg Kommune har forlænget stien helt ind til Viborg Banegård. Dog følger sporet ikke helt den ubrudte banesti, da banetracéet syd for Vestermarksvej går gennem et industrikvarter, hvor der allerede er opført en industribygning på tracéet, så her følger stien Vestermarksvej et kort stykke.
På de sidste 2 km ind til Viborg Banegård, hvor de tilgroede skinner i mange år har ligget ved siden af Skivebanens spor, er sporet nu taget op. Der er opsat hegn mod Skivebanen og der er lagt asfalt. Gennem Løgstrup var det planlagt at omlægge stien for at undgå, at den skærer rute 26 i niveau. Men man har i stedet valgt at anlægge en helle på rute 26, så krydsningen bliver mindre farlig og stien kan forblive på banetracéet.